# Плоски червеи
Тип Плоските червеи (Platyhelminthes от гръцки πλατύ: равнина и ἕλμινς: червей) са най-нисшите трипластни животни. Срещат се свободно живеещи (планария), но повечето представители са паразити (метили, тении). По продължение на тялото си имат кожно-мускулна торба от епителни клетки и влакна. Тя служи за предпазване и движение. Тялото е изпълнено с паренхимна тъкан. Храносмилателната система е с един отвор. Нервната система е ганглийна и се състои в окологлътъчен пръстен от нервни върви. За първи път при тези червеи се появяват специални отделителни органи – протонефридии. Всички представители са хермафродити. Развитието при свободно живеещите е пряко, а при паразитните е чрез метаморфоза.

## Анатомия
Плоските червеи са еволюционно първите трипластни и друсиметрични животни. Устройството на техните системи от органи е по-сложно от Мешестите, но някои системи и органи функционират подобно. Липсват дихателна и кръвоносна системи.

### Храносмилателна система
Начало на храносмилатената система е уста, продължаваща с мускулеста глътка. Те биват последвани от незадължителен къс псевдохранопровод и разклонено черво, където се смила храната. Разклоненията на червото завършват сляпо и несмлените остатъци храна се изхвърлят обратно през устата. Храносмилането частично извънклетъчно и вътреклетъчно. Друга функция на храносмилателната система е доставяне на смлените хранителни вещества до всички части на тялото.
В сравнение с Мешестите, храносмилателната система на плоските червеи има усложнено устройство, но функционира подобно. Пространството между мускулните влакна и вътрешните органи е запълнено с мезенхим. Той е съставен от израстъци на мускулни влакна. Единствената празнина в тялото на плоския червей е гастроваскуларната.

### Отделителна система
Отделителната система е от протонефридиен тип. В части от мезодермата са обособени едри колбични клетки, чиито вдлъбнатини са свързани с каналчета. Всяка от клетките има снопче реснички, които стърчат във вдлъбнатината. Движението им тласка течността от вдлъбнатината по каналчето. Отделните каналчета се обединяват в 1 или 2 по-големи канала, които завършват с отвори на повърхността.

### Нервна система
Нервната система е ганглийна и се състои от чифт нервни възли, наречени ганглии, в предната част на тялото и две или повече надлъжни нервни вериги, които започват от ганглиите и продължават по дължината на тялото, които са свързани с напречни нерви. Плоските червеи имат множество сетивни органи, разположени предимно в предния край на тялото. Те са по-добре развити при непаразититните видове.

### Полова система
Повечето плоски червеи са хермафродити. Половата система включва полови (гонади) и спомагателни жлези, канали и копулационни органи.
Оплождането е вътрешно и яйцата позволяват образуването на сравнително развити индивиди към момента на снасяне. Следзародишното развитие е пряко при свободно живеещите видове, а при повечето паразити е непряко и включва поредица от ларвни стадии. Безполово размоножаване се осъществява от ларвите.

## Класификация

### Класове плоски червеи
- клас Ресничести (планария) (Turbellaria)
- клас Смукалници (метил) (Trematoda)
- клас Тении (Cestoda)
- клас Моногенеи (Monogenea)
- клас Тениоподобни (Cestodaria)

### Паразитни плоски червеи

#### Клас Tubellaria (Ресничести)
В този клас основно приспадат свободно живеещи хищници. Малък брой са паразити. Живеят в сладководни басейни и морета. Нападат малки ракообразни, охлюви, попови лъжички. Хранят се и с мъртви животни. Тялото е покрито с ресни, на главата се намират две прости очи.

#### Клас Trematoda (Метили)
Те са с добре развити смукала и дебела кутикула. Паразитират в черния дроб на преживни бозайници. При масова популация гостоприемника умира. Размножаването е полово, често свързано със смяна на гостоприемника. Класът Trematoda се дели на:
- Подклас Monogenea – външни паразити главно при рибите
- Подклас Digenea (двуродови) – важните от медицинска гледа точка метили спадат към този клас. Според мястото на паразитизъм се делят на:
- Метили паразитиращи в черния дроб
  - Род Fasciola
    - Вид Fasciola hepatica – голям чернодробен метил

  - Род Dicrocoelium
    - Dicrocoelium dendriticum (D. laceatum) – малък чернодробен метил

  - Семейство Opisthorchiidae (Описторхиди)
    - Вид O. felineus – котешки метил
    - Вид O. viverrini
    - Вид Clonorchis sinensis – китайски метил
- Метили паразитиращи в кръвта
  - Род Schistozoma (шистозоми)
    - Вид S. mansoni
    - Вид S. japonicum
    - Вид S. haematobium

#### Клас Cestoda (Тении)
Те са паразитни животни с дебела кутикула. Те имат глава, няколко смукала и кукички. Очите и червото са недоразвити. Зад главата се образуват постоянно нови членчета. Последните членчета, които са пълни с оплодени яйца, се откъсват и образуват нови индивиди. Тениите-паразити по човека се отнасят към два разреда:
1. Разред Pseudophyllidea
  - Pog Diphyllobothrium
    - Вид D. latum – рибна тения
2. Разред Cyclophyllidea
  - Род Taenia
    - Вид T. saginata – говежда тения
    - Вид T. solium – свинска тения

  - Род Hymenolepis
    - Вид H. nana – малка тения

  - Род Echinococcus
    - E. granulosus – кучешка тения
    - Е. multilocularis
    - Е. vogei

## Произход
Плоските червеи вероятно са възникнали от предшественик, родствен на мешестите и вероятно подобен на ларвовата, с овална форма, с двустранна симетрия и заоблен преден край, дълга 1 – 1,5 мм планула. Предполага се, че той е пълзял по дъното, което е довело до развитие на двустранна симетрия. Съвременните плоски червеи са основно водни пълзящи дънни обитатели. Повечето от тях са морски, но има и някои са сладководни обитатели. Първите трипластни животни, появили се в еволюцията, са плоските червеи.